# پلاتینیوم ایر لینهاس آئرئاس
پلاتینیوم ایر لینهاس آئرئاس (به انگلیسی: Platinum Air Linhas Aéreas) یک شرکت هواپیمایی با کد یاتا P2 است که در تاریخ ۲۰۰۷ میلادی تأسیس شده است. دفتر مرکزی پلاتینیوم ایر لینهاس آئرئاس در سائو پائولو، برزیل واقع شده‌است.